# Međuopćinska nogometna liga Koprivnica – Križevci 1979./80.
Međuopćinska nogometna liga Koprivnica – Križevci je bila liga šestog stupnja nogometnog prvenstva Jugoslavije u sezoni 1979./80. 
 
Sudjelovalo je 12 klubova, a prvak je bila "Drava" iz Novigrada Podravskog. 

## Ljestvica
| mj. | klub                      | ut. | pob. | ner. | por. | gol+ | gol- | bod     |
| --- | ------------------------- | --- | ---- | ---- | ---- | ---- | ---- | ------- |
| 1.  | Drava Novigrad Podravski  | 22  | 16   | 3    | 3    | 60   | 22   | 35      |
| 2.  | Sloga Koprivnički Ivanec  | 22  | 12   | 4    | 6    | 51   | 35   | 30      |
| 3.  | Graničar Legrad           | 22  | 10   | 8    | 4    | 43   | 29   | 28      |
| 4.  | Podravec Torčec           | 22  | 11   | 4    | 7    | 54   | 33   | 26      |
| 5.  | Mladost Sigetec           | 22  | 10   | 5    | 7    | 52   | 34   | 25      |
| 6.  | Rudar Botinovec           | 22  | 9    | 3    | 10   | 40   | 39   | 21      |
| 7.  | Bratstvo Kunovec          | 22  | 8    | 5    | 9    | 38   | 41   | 21      |
| 8.  | Mladost Koprivnički Bregi | 22  | 10   | 1    | 11   | 37   | 42   | 21      |
| 9.  | Tomislav Žabno            | 22  | 8    | 4    | 10   | 38   | 44   | 18 (-2) |
| 10. | Borac Gregurovec          | 22  | 7    | 3    | 12   | 32   | 57   | 17      |
| 11. | Panonija Peteranec        | 22  | 6    | 4    | 12   | 35   | 60   | 16      |
| 12. | Omladinac Križevci        | 22  | 4    | 0    | 18   | 28   | 74   | 8       |

- Žabno – tadašnji naziv za Sveti Ivan Žabno

## Rezultatska križaljka
| kratica | klub                      | BOR | BRA | DRA | GRA | MLAKB | MLAS | OML | PAN | POD | RUD | SLO | TOM |
| --- | ------------------------- | --- | --- | --- | --- | ----- | ---- | --- | --- | --- | --- | --- | --- |
| BOR | Borac Gregurovec          |     |     |     |     |       |      |     |     |     |     |     |     |
| BRA | Bratstvo Kunovec          |     |     |     |     |       |      |     |     |     |     |     |     |
| DRA | Drava Novigrad Podravski  |     |     |     |     |       |      |     |     |     |     |     |     |
| GRA | Graničar Legrad           |     |     |     |     |       |      |     |     |     |     |     |     |
| MLAKB | Mladost Koprivnički Bregi |     |     |     |     |       |      |     |     |     |     |     |     |
| MLAS | Mladost Sigetec           |     |     |     |     |       |      |     |     |     |     |     |     |
| OML | Omladinac Križevci        |     |     |     |     |       |      |     |     |     |     |     |     |
| PAN | Panonija Peteranec        |     |     |     |     |       |      |     |     |     |     |     |     |
| POD | Podravec Torčec           |     |     |     |     |       |      |     |     |     |     |     |     |
| RUD | Rudar Botinovec           |     |     |     |     |       |      |     |     |     |     |     |     |
| SLO | Sloga Koprivnički Ivanec  |     |     |     |     |       |      |     |     |     |     |     |     |
| TOM | Tomislav Žabno            |     |     |     |     |       |      |     |     |     |     |     |     |
| |                           |     |     |     |     |       |      |     |     |     |     |     |     |
| podebljan rezultat - utakmice od 1. do 11. kola (1. utakmica između klubova) rezultat normalne debljine - utakmice od 12. do 22. kola (2. utakmica između klubova) rezultat nakošen - nije vidljiv redoslijed odigravanja međusobnih utakmica iz dostupnih izvora rezultat smanjen * - iz dostupnih izvora nije uočljiv domaćin susreta prekrižen rezultat - poništena ili brisana utakmica p - utakmica prekinuta 3:0 p.f. / 0:3 p.f. - rezultat 3:0 bez borbe n.i. - nije igrano |                           |     |     |     |     |       |      |     |     |     |     |     |     |

 Izvori: